# 이용구
이용구(李容九, 1868년 음력 1월 21일 ~ 1912년 5월 22일)는 대한제국의 정치인이다. 한말 일진회 회장을 지내며 한일 병합 조약 체결 찬성 여론을 이끌었다. 자는 대유(大有), 호는 해산(海山)이다.

## 생애
1868년 경상북도 상주군 진두리에서 태어나 19세에 청주로, 20세에 충주군 황산리로 이주하였다. 23세 때 동학당에 입교, 2대 교주 최시형에게 배워서 손병희와 함께 고제(高弟)가 되었다. 1894년 동학혁명 후 교주 등이 잡혀 처형될 무렵 항일 의병장으로 활약하다가 함께 투옥되었으나 곧 사면되었다.
1901년 3월 손병희, 손병흠과 함께 대한제국에서 펼쳐진 동학 탄압으로 말미암아 일본으로 망명하였다. 손병희의 명교(命敎)를 받고 귀국하여 포교 활동에 종사하다가, 러일 전쟁이 일어나자, 1904년 9월에 동학교도를 중심으로 진보회(進步會)를 조직하여 주관하였다. 1904년 송병준의 권고로 일진회와 합쳤다.
러일 전쟁 때 일본군에 적극 협조하고 1905년 손병희가 동학의 전통을 이어 반일 사상을 가진 천도교를 포교하자 이에 맞서 친일 사상을 가진 시천교를 창설, 교주가 되었다. 일진회 총위원장, 회장이 되어 1906년 통감부가 설치되자 흑룡회 주간 우치다 료헤이의 연줄로 친일 활동을 재개하였으며, 국민들에게 한일 합방을 제창하는 동시에 고종, 총리대신 이완용, 소네 아라스케 통감 등에게 한일합방 건의서를 올리는 등 친일활동을 하였다.
1909년 11월 4일 이토 히로부미 장례식 날 서대문 밖 독립관에서 일진회 회원들을 거느리고 이토 추도회를 열었다. 전 독립협회 회원이자 일진회 총무이며, 일진회 기관지인 국민신문사 사장이었던 한석진이 조문을 낭독했다. 그해 12월 한일합병 청원에 앞서 일본 수상 가쓰라 다로에게 청원 소요자금 3백만 엔을 상의하자 가쓰라는 3천만 엔이라도 제공하겠다고 답하였다. 그러나 일진회원 25만 명에게 제공된 돈은 불과 15만 엔이었고, 일진회는 한일합병과 함께 1주일의 시한을 두고 해산 권고를 받게 된다.
1912년 5월 22일 은거하던 효고현 무코군 스마정에서 죽기 얼마 전에 문병차 왔던 우치다 료헤이에게 “우리는 참 바보짓을 했어요. 혹시 처음부터 속았던 것은 아닐까요?”라고 말했다고 전해진다. 사후 훈1등 서보장(瑞寶章)을 수여받았다.

## 사후
2002년 발표된 친일파 708인 명단과 2008년 민족문제연구소에서 친일인명사전에 수록하기 위해 정리한 친일인명사전 수록예정자 명단에 선정되었다. 두 명단에는 장남 이석규가 함께 포함되고, 2006년 친일반민족행위진상규명위원회가 조사, 발표한 친일반민족행위 106인 명단에도 포함되는 등 친일반민족행위자 라는 평가를 받고 있다.

## 같이 보기
- 일진회
- 일한합방상주문
- 일한합방성명서
- 시천교
- 자위단원호회

## 참고 자료
- 친일반민족행위진상규명위원회 (2006년 12월). 〈이용구〉 (PDF). 《2006년도 조사보고서 II - 친일반민족행위결정이유서》. 서울. 743~752쪽쪽. 발간등록번호 11-1560010-0000002-10. 2007년 9월 26일에 원본 문서 (PDF)에서 보존된 문서. 2007년 6월 26일에 확인함.
- 반민족문제연구소 (1993년 2월 1일). 〈이용구 : 친일 망동조직 일진회의 선봉장 (조항래)〉. 《친일파 99인 1》. 서울: 돌베개. ISBN 978-89-7199-011-7.